# Giovanni Carnovali
Giovanni Carnovali dit Piccio (« Le petit ») (Montegrino Valtravaglia (Varese), 29 septembre 1804 - Crémone, 5 juillet 1873) est un peintre italien qui a été actif au XIXe siècle.

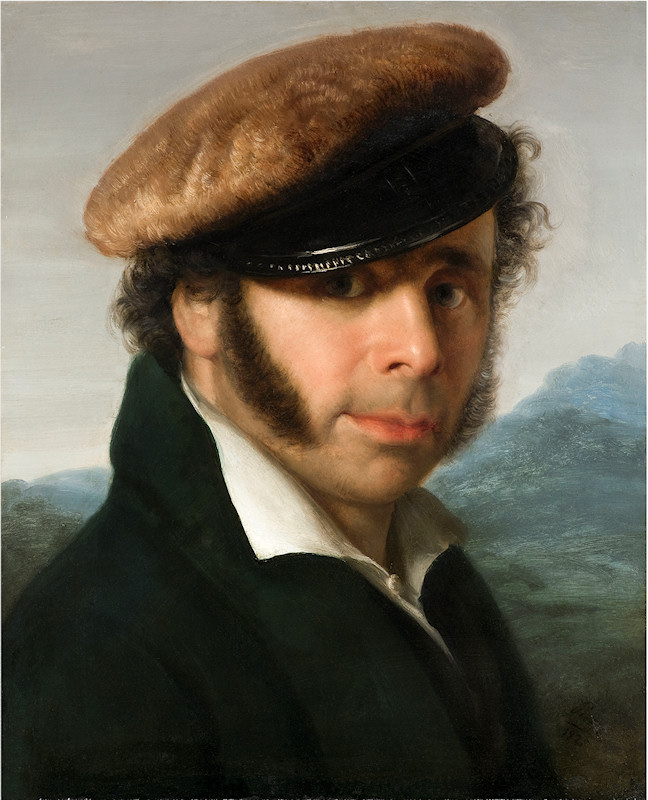
Portrait de Pietro Ronzoni, 1825, Fondazione Cariplo

## Biographie
Giovanni Carnovali se transfère bientôt à Albino dans la province de Bergame.
En 1815, à l'âge de onze ans il est admis à l'Académie Carrara de Bergame sous la houlette du peintre Giuseppe Diotti qui a immédiatement reconnu le talent naturel de son jeune élève. 
L'artiste ne tarde pas à rompre avec le néoclassicisme stricte de sa formation académique pour un retour à la tradition figurative du XVIe siècle, qu'il a interprété avec une grande liberté expressive, surtout dans le portrait.  
Ses débuts à l'exposition de l'Académie Carrara et sa première commande importante pour un travail sur un sujet religieux datent de 1826. 
Après les premiers brefs voyages d'études de la seconde moitié des années 1820, il se rend à Rome en 1831 et sur le chemin du retour, s'arrêté à Parme.  
En 1838 il déménage à Milan et prend part deux fois aux expositions de Brera (1839 et 1840). 
Au cours de ces années le style de Giovanni Carnovali évolue sous l'influence du Corrège, de Andrea Appiani ainsi que de l'art français de Paris des années 1840 vers une peinture moins descriptive, plus douce, aux contours flous . 
Il existe des documents attestant un second séjour à Rome en 1843 et un long voyage à Naples et à Paris en 1845. 
Ce changement de style a abouti en 1863 par le rejet d'une œuvre par la commission ecclésiastique d'Alzano Lombardo, en raison de la liberté sans précédent et l'utilisation audacieusement expérimentale de la lumière. 
Giovanni Carnovali est mort le 5 juillet 1873 pendant qu'il nageait dans le Pô.

## Œuvres
Ses principales œuvres concernent des scènes bibliques, mythologiques, de l'histoire de Rome, paysages et portraits de personnages de l'aristocratie de son époque.
Académie Carrara, Bergame
- Autoportrait,
- Portrait d'Anastasia Spini,
- Flora (1858-1859), huile sur toile 65 × 50 cm,

Autres
- Portrait de Benedetto Tasca (v. 1850), collection privée, Bergame
- Lungo l'Adda (1859), huile sur toile 72 × 109 cm, collection privée
- Aminta baciato da Silvia (1838)
- Salmacis et Hermaphrodite (1856), collection privée, Crema
- Agar dans le désert (1862), retable, basilique Alzano Lombardo
- Paysage aux grands arbres (1844-1846), G. A. M., Milan
- Portait de Gina Caccia (1862), collection privée, Milan
- Portrait du vétérinaire, G. A. M., Rome
- Portrait de Pietro Ronzoni (1825), Gallerie di Piazza Scala, Milan
- Portrait de Mlle Cailhava (1845), Musée des Augustins, Toulouse[1]